# Anna et le Roi de Siam (film, 1946)
Pour les articles homonymes, voir Anna et le Roi.
Pour plus de détails, voir Fiche technique et Distribution.
Anna et le Roi de Siam (Anna and the King of Siam) est un film américain réalisé par John Cromwell, sorti en 1946.

## Synopsis
Siam, 1862. Une veuve anglaise, Anna Owens (Irene Dunne) vient d'arriver avec son jeune fils Louis à Bangkok pour occuper le poste d'enseignante auprès des enfants du roi (Rex Harrison). Le choc des cultures est immédiat. Parce qu’elle lui tient tête, le roi respecte Anna, au grand effroi de ses courtisans. L’enseignante va réussir à devenir la confidente et le conseiller diplomatique du roi.

## Fiche technique
- Titre : Anna et le Roi de Siam
- Titre original : Anna and the King of Siam
- Réalisation : John Cromwell
- Scénario : Sally Benson et Talbot Jennings d'après le roman de Margaret Landon et les récits de Anna H. Leonowens
- Producteur : Louis D. Lighton
- Société de production : Twentieth Century Fox
- Société de distribution : Twentieth Century Fox
- Musique : Bernard Herrmann
- Photographie : Arthur C. Miller
- Montage : Harmon Jones
- Décors : Thomas Mittle et Frank E. Hughes
- Direction artistique : William S. Darling et Lyle Wheeler
- Costumes : Bonnie Cashin
- Pays d'origine :  États-Unis
- Langue : anglais
- Format : Noir et blanc
- Genre : Comédie dramatique romantique
- Durée : 128 minutes
- Date de sortie : 
  - États-Unis : 20 juin 1946
  - France : 22 mai 1947

## Distribution
- Irene Dunne : Anna Owens
- Rex Harrison : Le Roi Mongkut
- Linda Darnell : Tuptim
- Lee J. Cobb : Kralahome
- Gale Sondergaard : Lady Thiang
- Mikhail Rasumny : Alak
- Dennis Hoey : Sir Edward
- Tito Renaldo : Le Prince
- Richard Lyon : Louis Owens
- William Edmunds : Moonshee
- John Abbott : Phya Phrom
- Leonard Strong (non crédité) : Interprète
- Buff Cobb : la femme du roi (non créditée)

## Genèse
Le film est une adaptation d'Anna et le Roi, roman de l'écrivain américain Margaret Landon publié en 1944. Pour l'écrire, Landon s'est inspirée des mémoires de l'Anglaise Anna Leonowens qui a été gouvernante à la cour de Siam (actuelle Thaïlande) et professeur des enfants du roi Mongkut de 1862 à 1867.
Un remake musical sera tourné en 1956, Le Roi et moi, avec Deborah Kerr et Yul Brynner.

## Distinctions
Le film a été présenté en sélection officielle en compétition au Festival de Cannes 1946.